# آرسن خانامیریان
آرسن خانامیریان (ارمنی: Արսեն Խանամիրյանի؛ ۲۷ ژانویهٔ ۱۹۶۸ – ۱ ژوئن ۲۰۱۶) بازیکن فوتبال بازنشسته در پست مهاجم اهل ارمنستان بود.

## باشگاهی
از باشگاه‌هایی که در آن بازی کرده‌است می‌توان به باشگاه فوتبال زسکا روستوف-نا-دونو, Druzhba Maykop, باشگاه فوتبال لوری, ASS-SKIF Yerevan, باشگاه فوتبال لخیا گدانسک و  باشگاه فوتبال یاگلونیا بیاویستوک اشاره کرد.

## زندگی
وی در ۲۷ ژانویهٔ ۱۹۶۸  به دنیا آمد و در ۱ ژوئن ۲۰۱۶ در سن ۴۸ سالگی درایروان درگذشت.